# روزويل (نيومكسيكو)
روزويل (بالإنجليزية: Roswell)‏ هي إحدى مدن ولاية نيومكسيكو في الولايات المتحدة الأمريكية.

## التركيبة السكانية
حدّد مكتب تعداد الولايات المتحدة بيانات التركيبة السكانية لروزويل في تعداد الولايات المتحدة. في ما يلي، التركيبة السكانية حسب تعدادي 2000 و2010.

### تعداد عام 2000
بلغ عدد سكان روزويل 45,293 نسمة بحسب تعداد عام 2000، وبلغ عدد الأسر 17,068 أسرة وعدد العائلات 11,747 عائلة مقيمة في المدينة. في حين سجلت الكثافة السكانية 587.3 نسمة لكل كيلومتر مربع (1,521.1/ميل2). وبلغ عدد الوحدات السكنية 19,327 وحدة بمتوسط كثافة قدره 250.6 لكل كيلومتر مربع (649.1/ميل2).
وتوزع التركيب العرقي للمدينة بنسبة 70.96% من البيض و2.47% من الأمريكيين الأفارقة و1.28% من الأمريكيين الأصليين و0.65% من الأمريكيين ذوي الأصول الآسيوية و0.05% من سكان جزر المحيط الهادئ و21.29% من الأعراق الأخرى و3.31% من عرقين مختلطين أو أكثر و44.34% من الهسبانيون أو اللاتينيون من أي عرق.
بلغ عدد الأسر 17,068 أسرة كانت نسبة 38.5% منها لديها أطفال تحت سن الثامنة عشر تعيش معهم، وبلغت نسبة الأزواج القاطنين مع بعضهم البعض 49.1% من أصل المجموع الكلي للأسر، ونسبة 14.9% من الأسر كان لديها معيلات من الإناث دون وجود شريك، بينما كانت نسبة 4.9% من الأسر لديها معيلون من الذكور دون وجود شريكة وكانت نسبة 31.2% من غير العائلات. تألفت نسبة 27.1% من أصل جميع الأسر من عدة أفراد يعيشون في نفس المنزل ونسبة 13.4% كانت تتألف من شخص يعيش بمفرده يبلغ من العمر 65 عاماً أو أكثر. وبلغ متوسط حجم الأسرة المعيشية 2.58، أما متوسط حجم العائلات فبلغ 3.13.
بلغ العمر الوسطي للسكان 35.2 عاماً. وكانت نسبة 28.2% من القاطنين تحت سن الثامنة عشر، وكانت نسبة 8.8% بين الثامنة عشر والرابعة والعشرين عاماً، ونسبة 24.5% كانت واقعةً في الفئة العمرية ما بين الخامسة والعشرين والرابعة والأربعين عاماً، ونسبة 20.5% كانت ما بين الخامسة والأربعين والرابعة والستين، ونسبة 15.3% كانت ضمن فئة الخامسة والستين عاماً فما فوق. يوجد لكل 100 أنثى 91.7 ذكر، ويوجد لكل 100 أنثى في الثامنة عشر من عمرها فما فوق 87.0 ذكر.
بلغ متوسط دخل الأسرة في المدينة 27,252 دولارًا، أما متوسط دخل العائلة فبلغ 31,724 دولارًا. وكان متوسط دخل الذكور 26,554 دولارًا مقابل 21,408 دولارًا للإناث. وسجل دخل الفرد الخاص بالمدينة 14,589 دولارًا. وكانت نسبة 18.7% من العائلات ونسبة 22.6% من السكان تحت خط الفقر، وكان من هؤلاء نسبة 31.6% تحت سن الثامنة عشر ونسبة 13.8% في الخامسة والستين من العمر وما فوق.

### تعداد عام 2010
بلغ عدد سكان روزويل 48,366 نسمة بحسب تعداد عام 2010، وبلغ عدد الأسر 17,654 أسرة وعدد العائلات 12,098 عائلة مقيمة في المدينة. في حين سجلت الكثافة السكانية 627.2 نسمة لكل كيلومتر مربع (1,624.4/ميل2). وبلغ عدد الوحدات السكنية 19,743 وحدة بمتوسط كثافة قدره 256 لكل كيلومتر مربع (663.0/ميل2).
وتوزع التركيب العرقي للمدينة بنسبة 69.94% من البيض و2.46% من الأمريكيين الأفارقة و1.22% من الأمريكيين الأصليين و0.73% من الأمريكيين ذوي الأصول الآسيوية و0.08% من سكان جزر المحيط الهادئ و22.15% من الأعراق الأخرى و3.42% من عرقين مختلطين أو أكثر و53.41% من الهسبانيون أو اللاتينيون من أي عرق.
بلغ عدد الأسر 17,654 أسرة كانت نسبة 37.5% منها لديها أطفال تحت سن الثامنة عشر تعيش معهم، وبلغت نسبة الأزواج القاطنين مع بعضهم البعض 45.8% من أصل المجموع الكلي للأسر، ونسبة 16.4% من الأسر كان لديها معيلات من الإناث دون وجود شريك، بينما كانت نسبة 6.3% من الأسر لديها معيلون من الذكور دون وجود شريكة وكانت نسبة 31.5% من غير العائلات. تألفت نسبة 26.8% من أصل جميع الأسر من عدة أفراد يعيشون في نفس المنزل ونسبة 12% كانت تتألف من شخص يعيش بمفرده يبلغ من العمر 65 عاماً أو أكثر. وبلغ متوسط حجم الأسرة المعيشية 2.66، أما متوسط حجم العائلات فبلغ 3.21.
بلغ العمر الوسطي للسكان 33.5 عاماً. وكانت نسبة 28.3% من القاطنين تحت سن الثامنة عشر، وكانت نسبة 10.7% بين الثامنة عشر والرابعة والعشرين عاماً، ونسبة 23.3% كانت واقعةً في الفئة العمرية ما بين الخامسة والعشرين والرابعة والأربعين عاماً، ونسبة 23.2% كانت ما بين الخامسة والأربعين والرابعة والستين، ونسبة 14.5% كانت ضمن فئة الخامسة والستين عاماً فما فوق. وتوزع التركيب الجنسي للسكان بنسبة 48.7% ذكور و51.3% إناث.

## المناخ
يظهر الجدول التالي التغييرات المناخية على مدار السنة لروزويل:
| البيانات المناخية لـروزويل                                | البيانات المناخية لـروزويل | البيانات المناخية لـروزويل | البيانات المناخية لـروزويل | البيانات المناخية لـروزويل | البيانات المناخية لـروزويل | البيانات المناخية لـروزويل | البيانات المناخية لـروزويل | البيانات المناخية لـروزويل | البيانات المناخية لـروزويل | البيانات المناخية لـروزويل | البيانات المناخية لـروزويل | البيانات المناخية لـروزويل | البيانات المناخية لـروزويل |
| الشهر                                                     | يناير                      | فبراير                     | مارس                       | أبريل                      | مايو                       | يونيو                      | يوليو                      | أغسطس                      | سبتمبر                     | أكتوبر                     | نوفمبر                     | ديسمبر                     | المعدل السنوي              |
| --------------------------------------------------------- | -------------------------- | -------------------------- | -------------------------- | -------------------------- | -------------------------- | -------------------------- | -------------------------- | -------------------------- | -------------------------- | -------------------------- | -------------------------- | -------------------------- | -------------------------- |
| الدرجة القصوى °ف (°م)                                     | 88 (31)                    | 88 (31)                    | 95 (35)                    | 102 (39)                   | 107 (42)                   | 114 (46)                   | 111 (44)                   | 111 (44)                   | 104 (40)                   | 99 (37)                    | 94 (34)                    | 84 (29)                    | 114 (46)                   |
| متوسط درجة الحرارة الكبرى °ف (°م)                         | 55.1 (12.8)                | 60.7 (15.9)                | 68.3 (20.2)                | 76.8 (24.9)                | 85.4 (29.7)                | 93.2 (34.0)                | 93.7 (34.3)                | 91.7 (33.2)                | 85.6 (29.8)                | 75.7 (24.3)                | 64.3 (17.9)                | 54.6 (12.6)                | 75.4 (24.1)                |
| متوسط درجة الحرارة الصغرى °ف (°م)                         | 26.1 (−3.3)                | 30.7 (−0.7)                | 36.9 (2.7)                 | 44.7 (7.1)                 | 54.7 (12.6)                | 63.2 (17.3)                | 67.0 (19.4)                | 65.8 (18.8)                | 58.5 (14.7)                | 46.5 (8.1)                 | 34.3 (1.3)                 | 26.1 (−3.3)                | 46.2 (7.9)                 |
| أدنى درجة حرارة °ف (°م)                                   | −24 (−31)                  | −24 (−31)                  | −5 (−21)                   | 17 (−8)                    | 27 (−3)                    | 40 (4)                     | 52 (11)                    | 48 (9)                     | 30 (−1)                    | 14 (−10)                   | −6 (−21)                   | −10 (−23)                  | −24 (−31)                  |
| الهطول إنش (مم)                                           | 0.38 (9.7)                 | 0.42 (11)                  | 0.51 (13)                  | 0.61 (15)                  | 1.25 (32)                  | 1.73 (44)                  | 2.06 (52)                  | 1.97 (50)                  | 1.53 (39)                  | 1.23 (31)                  | 0.58 (15)                  | 0.64 (16)                  | 12.91 (328)                |
| متوسط تساقط الثلوج إنش (سم)                               | 3.2 (8.1)                  | 2.1 (5.3)                  | 1.2 (3.0)                  | 0.3 (0.76)                 | 0.0 (0.0)                  | 0.0 (0.0)                  | 0.0 (0.0)                  | 0.0 (0.0)                  | 0.0 (0.0)                  | 0.1 (0.25)                 | 1.3 (3.3)                  | 3.7 (9.4)                  | 11.9 (30)                  |
| متوسط أيام هطول الأمطار (≥ 0.01 in)                       | 3.4                        | 3.1                        | 3.3                        | 2.9                        | 4.4                        | 5.3                        | 6.9                        | 8.1                        | 6.0                        | 5.0                        | 2.8                        | 3.9                        | 55.1                       |
| متوسط الأيام المثلجة (≥ 0.1 in)                           | 2.0                        | 1.0                        | 0.7                        | 0.3                        | 0.0                        | 0.0                        | 0.0                        | 0.0                        | 0.0                        | 0.2                        | 0.6                        | 1.8                        | 6.6                        |
| متوسط الرطوبة النسبية (%)                                 | 56.8                       | 51.1                       | 39.7                       | 36.5                       | 39.6                       | 43.2                       | 49.1                       | 54.1                       | 57.6                       | 54.0                       | 52.7                       | 54.5                       | 49.1                       |
| ساعات سطوع الشمس الشهرية                                  | 217.1                      | 223.0                      | 280.8                      | 307.6                      | 342.9                      | 344.7                      | 327.9                      | 300.9                      | 262.7                      | 269.6                      | 214.5                      | 210.3                      | 3٬302                      |
| نسبة وصول أشعة الشمس                                      | 68                         | 72                         | 76                         | 79                         | 80                         | 80                         | 75                         | 73                         | 71                         | 77                         | 68                         | 68                         | 74                         |
| المصدر: NOAA (relative humidity 1973–1990, sun 1962–1982) |                            |                            |                            |                            |                            |                            |                            |                            |                            |                            |                            |                            |                            |

## أعلام
- توم جوردن
- بيتر هيرد
- موريس غارلاند فولتون
- آر. ر. براون
- جيمس أف. هينكل
- ديمي مور
- جون دنفر
- سوزان غراهام
- جاي زد. نايت
- أوستين سانت جون